# Буйнов, Александр Николаевич
Алекса́ндр Никола́евич Буйно́в (род. 24 марта 1950, Москва, СССР) — советский и российский певец, музыкант, композитор, шоумен и киноактёр; народный артист Российской Федерации (2010), народный артист Республики Ингушетия (2004). Член партии «Единая Россия».
Наиболее известные песни: «Так случилось», «Две жизни», «Танцуй, как Петя», «Падают листья», «Пустой бамбук», «Горький мёд», «Пусть», «Эй, друг», «Любовь на двоих», «ВДВ — С неба привет», «Капитан Каталкин», «Мои финансы поют романсы», «В Париже ночь» и многие другие.

## Биография

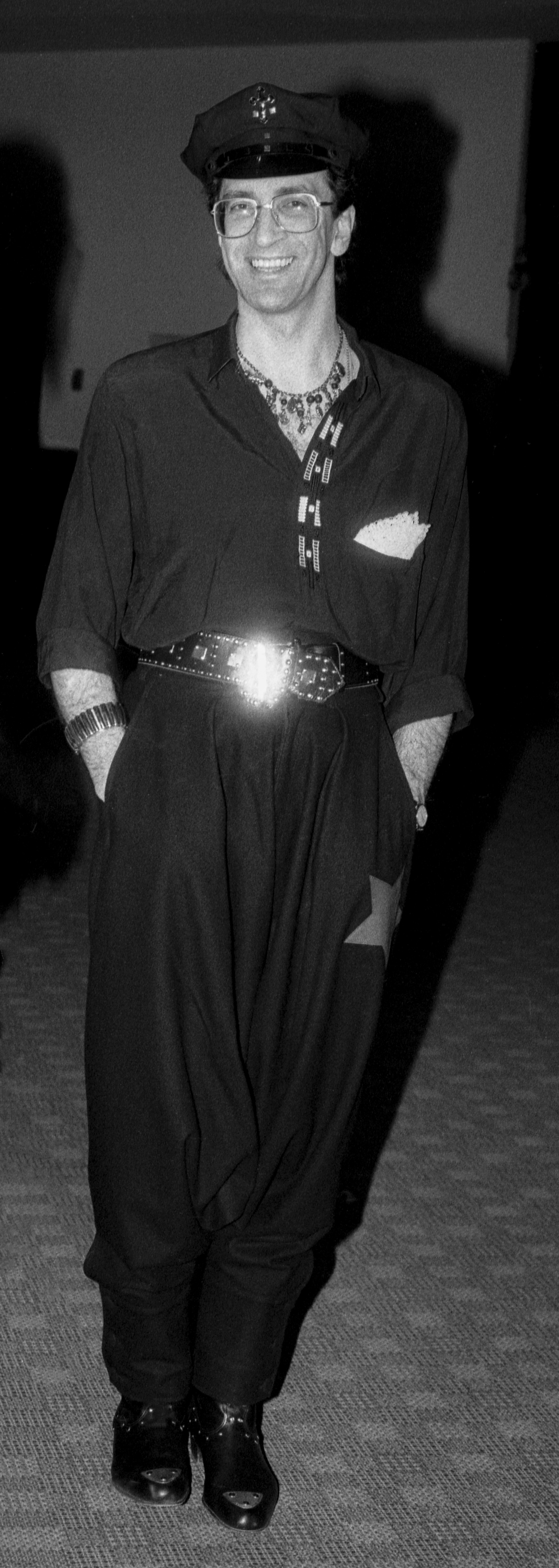
Александр Буйнов, 26 февраля 1991 года, автор фото: Лев Медведев

Родился 24 марта 1950 года в военном городке при аэродроме, ныне в границах Москвы.
Отец — Буйнов Николай Александрович (1911—1989), из семьи «раскулаченного» кузнеца Александра Буйнова, владельца одной из двух существовавших в те годы в городе Ефремове Тульской области кузницы, был лётчиком и мастером спорта по лыжному и парашютному спорту, по стрельбе и футболу, по классической и вольной борьбе.

Военный летчик, впоследствии герой войны, из армии уволился в звании майора. На лацкане пиджака всегда носил только один орден — Боевого Красного Знамени. После войны окончил Институт физической культуры и стал преподавать физкультуру и военное дело в школах и институтах. Один год мне довелось учиться под его началом, и я увидел: ребята его буквально боготворили. Все упражнения — на брусьях, на кольцах, на турнике — отец показывал лично, даже когда ему было уже далеко за 50. Коронный номер — стойка на одной руке. И это при том, что он на фронте получил серьёзное осколочное ранение в руку (кстати, осколки так и не были извлечены — врачи сказали, что нельзя трогать).
— Александр Буйнов
Мать — Буйнова Клавдия Михайловна (в девичестве Косова; 1912 — ?), была музыкантом, училась в консерватории по классу фортепиано и окончила её с отличием. Кроме Александра, в семье было ещё трое братьев — Владимир, Аркадий, Андрей. Все получили начальное музыкальное образование.
В детстве подолгу жил у родственников в городе Ефремове Тульской области. В 1950-х годах семья обосновалась в коммунальной квартире в Москве, в Большом Тишинском переулке до того, как Александру исполнилось 8 лет, с 5 лет ходил в музыкальную школу.
Важной для Буйнова оказалась встреча ещё в школьные годы с Александром Градским. Дебютировал как клавишник в созданной Градским группе «Скоморохи», где заявил о себе как композитор. Покинул группу в связи с уходом в Армию. Служил в ракетных войсках в городе Алейске Алтайского края. После демобилизации играл в группе «Аракс», в ансамбле «Цветы».
С января 1973 по май 1989 года — клавишник ансамбля «Весёлые ребята», в котором за 16 лет работы получил всесоюзную популярность. В составе ансамбля записал много популярных песен, принимал участие в фестивале поп-музыки «Ереван-1981», в международном конкурсе «Братиславская лира» (1985) (Гран-при).
Участвовал в записи пластинок ансамбля «Весёлые ребята»: «Любовь — огромная страна», «Дружить нам надо», «Музыкальный глобус», «Дискоклуб-2», «Минуточку!!!», магнитоальбомов «Банановые острова», «Розовые розы». В составе ансамбля неоднократно выезжал за рубеж: Германия, Чехословакия, Венгрия, Финляндия, Куба.
В мае 1989 года начал сольную карьеру. Выступает вместе с собственной группой «Чао».
В 1992 году получил высшее образование, окончив режиссёрский факультет ГИТИС.
В 2012 году участвовал в проекте «Битва хоров» на канале «Россия-1».
В 2011 году Буйнов успешно излечился от онкологического заболевания, рака предстательной железы, не прерывая концертной деятельности.
7 мая 2023 года принял участие в специальном выпуске шоу «Маска» на НТВ в честь дня рождения Валерии, где скрывался в образе Овена.
26 февраля 2025 года Александр Буйнов, управляя автомобилем Lexus, сбил воспитательницу детского сада на пешеходном переходе в подмосковной Апрелевке. По словам пострадавшей Аллы Смирновой, после происшествия певец какое-то время находился в машине, потом вышел, увидел её лежащую на земле, сел обратно в машину и отогнал её чуть назад. При этом, как она утверждала, Буйнов к ней не подошёл, чтобы поинтересоваться состоянием и предложить помощь. В результате, пострадавшая женщина была госпитализирована с травмой ноги, сильной головной болью и тошнотой. Позднее Александр Буйнов на своей странице в соцсетях публично принёс извинения в адрес Аллы Николаевны, пообещал оказать ей поддержку, а также поблагодарил сотрудников ГИБДД и медицинских работников, оказавших ей первую помощь.
Также в Сети была опубликована запись с видеорегистратора в машине Буйнова. На ней видно, что после столкновения, от которого потерпевшая упала на землю, Буйнов поспешно подошёл к ней, затем вернулся в машину и отъехал к обочине, чтобы не мешать движению попутного транспорта. Скорость автомобиля в момент происшествия составляла около 15-20 км/ч. С места ДТП певец не скрывался. Пострадавшая женщина находилась в сидячем положении на проезжей части в ожидании приезда сотрудников ДПС и врачей. А когда Буйнов, выйдя из машины, хотел ей помочь, она резко отреагировала и потребовала к ней не прикасаться.
В студии программы «Прямой эфир» на канале «Россия-1» Александр Буйнов заявил, что не снимает с себя вины за произошедшее, и первое время после аварии находился в шоковом состоянии. Артист поддерживал связь с сыном пострадавшей, приезжал с гостинцами навестить её в больнице, но она отказалась с ним видеться по непонятным причинам. 10 марта 2025 года Алла Смирнова была выписана из больницы и затем переведена в столичную клинику для прохождения дальнейшего обследования и лечения. Буйнов выражал свою готовность помочь с лечебным процессом, но на тот момент от семьи пострадавшей ответа не последовало.

## Общественная деятельность
28 июня 2005 года подписал «Письмо в поддержку приговора бывшим руководителям „ЮКОСа“». В феврале 2011 года заявил, что стыдится этого поступка.

Для меня Ходорковский был — как какой-то неизвестный Иванов-Петров-Сидоров — человек со стороны. Я был далёк и от экономической ситуации, и от политической. Считайте, что «живут на свете дураки». В данном случае это был я.
— Александр Буйнов в интервью «Радио Свобода», 04.02.2011
Член Всероссийской политической партии «Единая Россия», член политсовета Московской организации партии «Единая Россия».
В 2017 году в день города посещает Донецк, где даёт свой концерт. После, в интервью, говорит, что «закрыл для себя Украину на много лет — пока не сменится власть».
В 2018 году был доверенным лицом кандидата в мэры в Москвы Сергея Собянина.
На протяжении нескольких лет являлся членом Общественного совета Главного управления МВД России по Московской области.
В сентябре 2020 года снялся в клипе «Любимую не отдают», целью которого является поддержка президента Белоруссии Александра Лукашенко во время белорусских массовых протестов против фальсификации результатов выборов.
В 2022 году поддержал вторжение России на Украину, так как «с 2014 года идёт война против Луганска и Донецка», заявил что хотел принять участие в российском вторжении добровольцем, принимал участие в концертах в поддержку российской агрессии.
18 марта 2022 года выступил в Дворце спорта «Юбилейный» на митинге-концерте в честь годовщины аннексии Крыма «Za Россию!». 21 августа 2022 года принял участие в праздничном концерте, посвященному дню флага России, который проводился в оккупированном российскими войсками Херсоне.

## Санкции
7 января 2023 года был включён в санкционный список Украины за «важную роль в российской пропаганде». Ранее Буйнов был внесён ФБК в список коррупционеров и разжигателей войны за «участие в концертах в поддержку войны против Украины».
3 февраля 2023 года внесён в санкционный список Канады «российских агентов дезинформации» как причастный к распространению российской дезинформации и пропаганды.

## Отзывы
По мнению Евгения Маргулиса, Александр Буйнов самый «попсовый» среди рокеров и самый рок-н-ролльный среди российских эстрадных исполнителей.

## Семья
Братья:
Владимир Буйнов — джазовый пианист-импровизатор, погиб в результате несчастного случая в 1980-х годах, не дожив до 40 лет.
Аркадий Буйнов (род. 1941) — работал в дирижёрской группе Военной академии им. Фрунзе, корреспондентом на радио, затем перешёл на телевидение, сотрудничал со Святославом Бэлзой. За 20 лет работы стал продюсером музыкальных программ телеканала «Культура»; ныне пенсионер, певчий в хоре церкви архангела Михаила села Загорново Раменского района Подмосковья, в 2016 году перенёс инфаркт.
Андрей Буйнов (1956—2017) — музыкальный педагог, основатель джаз-клуба в московском районе Текстильщики, умер в 2017 году.

### Личная жизнь
Первая жена (1970—1972) — Любовь Васильевна Вдовина (1953—2002), погибла в пожаре, брак завязался ещё с армейской службы в Алтайском крае.
Вторая жена (1972—1985) — Людмила, на этот брак Буйнов, по его признанию, решился из-за беременности подруги, о чём впоследствии сожалел.
Дочь от второго брака — Юлия Буйнова (род. 5 июля 1973), своего мужа Андрея она уговорила взять фамилию Буйнов, Андрей Буйнов — дизайнер мебели. Внук Александр (род. 9 ноября 2005) с 2017 года — кадет Московского президентского кадетского училища; внучки двойняшки Дарья и Софья (род. в апреле 2009), все они носят фамилию Буйновы.
Третья жена (с 25 сентября 1984 года) — Алёна Буйнова (Елена Рафаиловна Буйнова; дев. Гутман) (род. 19 июня 1960) — врач-косметолог, работала в Институте красоты, продюсер. По словам Буйнова, Алёна — самая желанная женщина в его жизни, однако в этом браке детей нет.
Внебрачный сын Алексей (род. 1987) от курортного романа на фестивале в Сочи в 1986 году с девушкой из Венгрии, узнал о сыне в 2000 году, когда сыну было 13 лет.

 У Алёшки другие фамилия и отчество, да и отцом он меня никогда не считал. Для него родным всегда был тот, который воспитал. Хотя он на меня похож, конечно. Такой же музыкальный…— 

## Дискография

### В составе ВИА «Весёлые ребята»

#### Студийные альбомы
- 1974 — «Любовь — огромная страна»
- 1978 — «Дружить нам надо»
- 1979 — «Музыкальный глобус»
- 1981 — «Дискоклуб (2)»
- 1987 — «Минуточку»

#### Магнитоальбомы
- 1983 — «Банановые острова»
- 1988 — «Розовые розы»

#### Концертный альбом
- 1976 — «Золотой Орфей»

#### Миньоны
- 1973 — «Чернобровая дивчина»
- 1973 — «Ну что с ним делать?»

- 1973 — «Как прекрасен этот мир»
- 1973 — «Если любишь ты»
- 1973 — «Песни экрана» (сплит)
- 1974 — «На земле живёт любовь»
- 1974 — «Золушка» (сплит)
- 1975 — «Песни Рудольфа Манукова»
- 1975 — «Песни Давида Тухманова»
- 1976 — «Алла Пугачёва и ВИА „Весёлые ребята“»
- 1977 — «Хорошо»
- 1977 — «Песни Оскара Фельцмана на стихи Андрея Вознесенского»
- 1978 — «Напиши мне письмо»
- 1979 — «Сохрани свою любовь для меня / Люба-Любовь» (сплит)
- 1979 — «Люба-Любовь»
- 1979 — «Вокально-инструментальные ансамбли» (сплит)
- 1981 — «Легко сказать»
- 1981 — «Песни на стихи Виктора Дюнина» (сплит)
- 1983 — «Тонкий лёд»
- 1984 — «Телеграмма»

### Сольная дискография

#### Студийные альбомы
- 1991 — «Билет на Копенгаген»
- 1992 — «Ё-моё»
- 1993 — «Гостиница Разгульная»
- 1994 — «Во, жизнь довела!»
- 1995 — «Я знал любовь»
- 1996 — «Я — Московский!»
- 1997 — «Острова любви (Песни Игоря Крутого)»
- 1999 — «Финансы поют романсы (Песни Игоря Крутого)»
- 2000 — «Любовь на двоих»
- 2001 — «Нет слов»
- 2003 — «Лови (Песни Александра Шульгина)»
- 2004 — «Все дела»
- 2005 — «Взрослые песни»
- 2006 — «В облака»
- 2010 — «P.R.O. Любовь»
- 2012 — «Две жизни»
- 2017 — «Сто недель»

#### Сборник
- 2018 — «Утонувшее небо (Песни поэта Михаила Гуцериева)»

#### Цифровые синглы
- 2011 — «Московские звёзды» (дуэт с Борисом Моисеевым)
- 2012 — «Правда и ложь»
- 2014 — «Руки тёплые на бархате цветном»
- 2015 — «Две жизни»
- 2016 — «Сто недель»
- 2016 — «Гроза»
- 2017 — «Ранняя зима»
- 2018 — «Страна за нами и мы победим» (в хоре звёзд)
- 2018 — «Утонувшее небо»
- 2019 — «Я по-русски живу»
- 2021 — «Всё только начинается»
- 2021 — «Я артист»
- 2022 — «Люди встречаются» (Live at Laima Rendezvous)
- 2023 — «Была не была» (дуэт с Мариной Бриз)
- 2023 — «Сколько стоит доброта»
- 2024 — «Мы просто люди»
- 2024 — «Спел и свеж»
- 2025 — «Друг»
- 2025 — «Давай-наяривай»

## Песни, написанные Александром Буйновым
- Shout Up (муз. А. Пугачёва / сл. А. Буйнов и Н. Добрюха) [2000 — альбом «Любовь на двоих»] [первоначальную версию песни под названием «Не делайте мне больно, господа» и с другим текстом исполняла Алла Пугачёва]
- А дело в том (А. Буйнов / Б. Баркас) [1991 — «Билет на Копенгаген»]
- Алёнушка (А. Буйнов / В. Сауткин) [для группы «Скоморохи»]
- Билет на Копенгаген (А. Буйнов / Л. Рубальская) [1991 — «Билет на Копенгаген»]
- Бросаю курить (А. Буйнов / Н. Просторова) [1991 — «Билет на Копенгаген»]
- В тихом омуте (А. Буйнов / Л. Рубальская) [1991 — «Билет на Копенгаген»]
- Гусары денег не берут (А. Буйнов / Н. Вулых) [1994 — «Во, жизнь довела!»]
- Две жизни (А. Буйнов / М. Гуцериев) [2012 — «Две жизни»]
- Депрессия (А. Буйнов / Н. Просторова) [1991 — «Билет на Копенгаген»]
- Ещё не всё мы потеряли (А. Буйнов / Н. Добрюха) [1995 — «Я знал любовь»]
- Иванушка (А. Буйнов / В. Сауткин) [2010 — «P.R.O. Любовь»] [первоначально для группы «Скоморохи»]
- Капитан Каталкин (А. Буйнов / В. Маликов) [1992 — «Ё-моё»]
- Карманный вор (А. Буйнов / Г. Белкин) [1993 — «Гостиница Разгульная»]
- Кто виноват (А. Буйнов / И. Резник) [2012 — «Две жизни»]
- Летим в Ливерпуль (А. Буйнов / А. Ордынец) [неизданная]
- Мама (А. Буйнов / М. Гуцериев) [2012 — «Две жизни»]
- Маменька (А. Буйнов / В. Сауткин) [2010 — «P.R.O. Любовь»] [первоначально для группы «Скоморохи»]
- Маруся (А. Буйнов / Л. Рубальская) [1996 — «Я — московский!»]
- Молодёжный шейк (МГУ, зона «B», 16 этаж) (муз. и сл. А. Буйнов) [1996 — «Я — московский!»]
- Москва. Бизнес-ланч (А. Буйнов / М. Гуцериев) [2018 — «Утонувшее небо»]
- Моя судьба (А. Буйнов / Л. Рубальская) [для Аллы Пугачёвой]
- Музыка играет (А. Буйнов / Н. Просторова) [1991 — «Билет на Копенгаген»]
- Наш дом (А. Буйнов и В. Голутвин / Ф. Гольвик, пер. М. Кудинова) [для ВИА «Весёлые ребята»]
- Одна (А. Буйнов / Л. Рубальская) [1996 — «Я — московский!»]
- Откройте окна (А. Буйнов / Н. Просторова) [1991 — «Билет на Копенгаген»]
- Пацаны (А. Буйнов / В. Маликов) [1992 — «Ё-моё»]
- Плут (А. Буйнов и В. Алексеев / В. Алексеев) [1996 — «Я — московский!»]
- Посидим-помолчим (А. Буйнов / В. Алексеев и Н. Добрюха) [1996 — «Я — московский!»]
- Посошок (А. Буйнов / В. Алексеев) [1996 — «Я — московский!»]
- Правда и ложь (А. Буйнов / М. Гуцериев) [2012 — цифровой сингл] [2018 — «Утонувшее небо»]
- Пустой бамбук (А. Буйнов / А. Буйнов и Н. Добрюха) [1996 — «Я — московский!»]
- Рождество (А. Буйнов / И. Резник) [1991 — «Билет на Копенгаген»]
- Самая красивая (А. Буйнов / В. Маликов) [1992 — «Ё-моё»]
- Судный день (А. Буйнов / М. Гуцериев) [2012 — «Две жизни»]
- Так случилось (А. Буйнов / Л. Дербенёв) [для ВИА «Весёлые ребята»]
- Трава-мурава (А. Буйнов / В. Сауткин) [2001 — «Нет слов»] [первоначально для группы «Скоморохи»]
- Я не вернусь (А. Буйнов / В. Алексеев и Н. Добрюха) [1996 — «Я — московский!»]

## Участие в фестивале «Песня года»
- 1985 (промежуточный) — «Семейный альбом» (в составе ВИА «Весёлые ребята»)
- 1986 (финал) — «Бологое» (в составе ВИА «Весёлые ребята»)
- 1988 (финал) — «Моя родня» (в составе ВИА «Весёлые ребята»)
- «Хит-парад Останкино 1992» (финал) — «Я по полю или Сапёр»
- 1993 (промежуточный) — «Хрусталь и шампанское»
- 1993 (финал) — «Я по полю или Сапёр»
- 1994 (финал) — «Красавица-жена»
- 1995 (промежуточный) — «Я знал любовь»
- 1995 (финал) — «Падают листья»
- 1996 (финал) — «Пустой бамбук»
- 1997 (промежуточный) — «Острова любви»
- 1997 (финал) — «Песня о Родине»
- 1998 (промежуточный) — «Рассыпались розы»
- 1998 (финал) — «Мои финансы поют романсы»
- 1999 (финал) — «Падают листья», «Мои финансы поют романсы»
- 2000 (промежуточный) — «Вот и кончилось лето»
- 2000 (финал) — «Любовь на двоих»
- 2001 (финал) — «Я пришёл к тебе совсем»
- 2002 (финал) — «Песня о настоящей любви»
- 2003 (финал) — «Горький мёд», «Помнишь ли ты?» (дуэт с Лаймой Вайкуле)
- 2004 (промежуточные) — «Метель», «Мы в ответе за тех»
- 2004 (финал) — «Пусть», «Все дела»
- 2005 (промежуточные) — «Метель», «Тост»
- 2009 — «На юга-севера»
- 2010 — «Два часа на любовь»
- 2011 — «От любви умирают»
- 2012 — «Две жизни»
- 2014 — «Не зову любовь»
- 2015 — «Нам с тобой по пути»
- 2016 — «Сто недель»
- 2017 — «Ранняя зима»
- 2018 — «Утонувшее небо»
- 2019 — «Я по-русски живу»
- 2020 — Попурри из песен «Две жизни», «Падают листья», «Пустой бамбук», «Горький мёд», «В Париже ночь» и «На юга-севера»
- 2021 — «Я артист»
- 2022 — «Всё только начинается»
- 2023 — «Сколько стоит доброта»
- 2024 — «Спел и свеж»

## Фильмография

### Актёр
- 1979 — «Бабушки надвое сказали…» — фотограф
- 1988 — «Приморский бульвар» — певец
- 2000 — «Хорошие и плохие» — полковник милиции
- 2007 — «И падает снег» (телесериал) — камео (в одной из серий)
- 2008 — «Красота требует» — камео
- 2013 — «Торговый центр» (телесериал) — камео (в одной из серий)

### Телепроекты
- 1997 — «Старые песни о главном 3» (телепроект) — певец на Мюнхенской дискотеке
- 2001 — «Старые песни о главном. Посткриптум» (телепроект) — «Луи Армстронг»

### Актёр дубляжа
- 1997 — «Анастасия» (мультфильм) — Григорий Распутин (в оригинале роль озвучивал Кристофер Ллойд)

### Вокалист
- 1988 — «Приморский бульвар» (песни «Бабушки» и «Чашка чая»)
- 1997 — «Анастасия» (мультфильм) (в русском дубляже; песня «Во мраке ночи» (In the Dark of the Night, в оригинале поёт Джим Каммингс)
- 1997 — «Старые песни о главном 3» (телепроект; песни «Rasputin» с группой «Boney M.» и «Надежда» в хоре всех участников)
- 2000 — «Бременские музыканты & Co»
- 2001 — «Старые Песни о главном. Постскриптум» (телепроект) (песня «Let My People Go»)
- 2008 — «Красота требует» (песня «Эй, друг»)

## Звания и награды

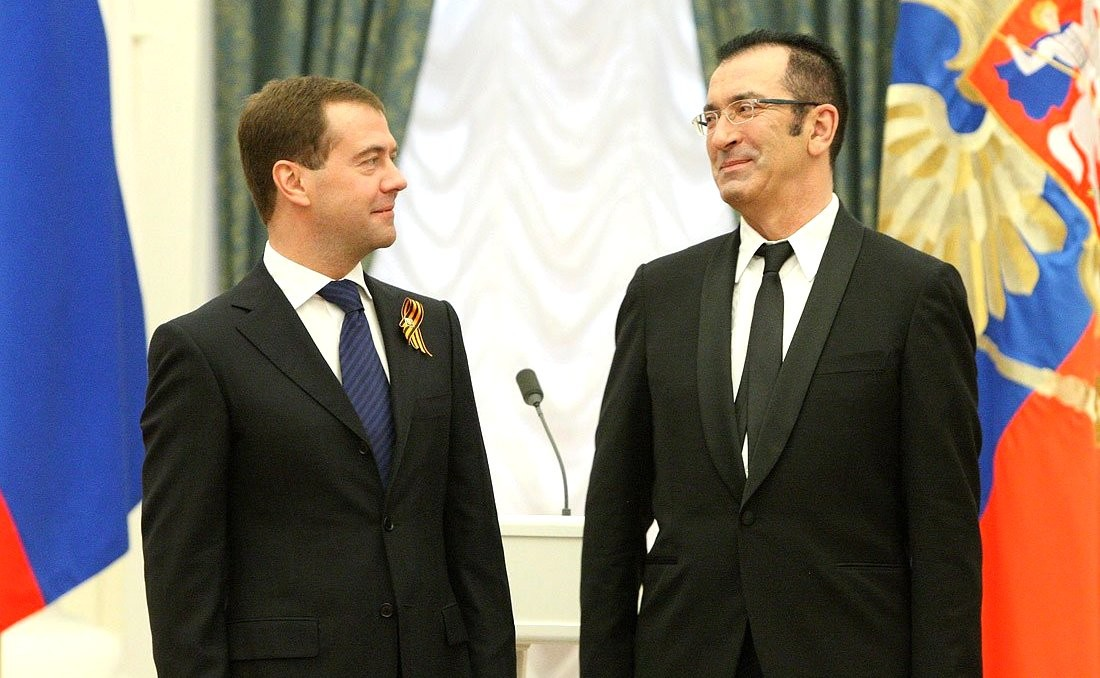
Присвоение звания «Народный артист России». Москва, Кремль. 6 мая 2010 года

- Народный артист Российской Федерации (15 февраля 2010 года) — за большие заслуги в области искусства.[2]
- Заслуженный артист Российской Федерации (14 января 2002 года) — за заслуги в области искусства.[49]
- Орден Почёта (24 марта 2005 года) — за заслуги в развитии отечественного эстрадного искусства.[50]
- Орден Дружбы (18 мая 2017 года) — за заслуги в развитии культуры, большой вклад в подготовку и проведение важных творческих и гуманитарных мероприятий.[51]
- Народный артист Ингушетии (3 февраля 2004 года).[3]
- Народный артист Республики Северная Осетия — Алания. ([источник не указан 1623 дня])
- Орден «Знак почёта Украины» I степени.
- Почётный знак «За содействие МВД России».
- Нагрудный знак «Спецназ России».
- Медаль Министерства обороны РФ «За укрепление боевого содружества».
- Знак отличия Министерства обороны РФ «Главный маршал артиллерии Неделин».
- Грамоты и благодарности от Президента России, Минобороны, ФСБ и МВД России за оказание содействия войскам и за шефскую работу в «горячих точках».
- Лауреат премии МВД России.
- Лауреат премии Леонида Утёсова за вклад в отечественную культуру.
- Неоднократный лауреат фестиваля «Песня года».
- Обладатель Гран-при международного конкурса эстрадной песни «Братиславская лира» (1985) в составе ансамбля «Весёлые ребята».
- Специальный приз на рок-фестивале «Ереван-1981» за аранжировку и исполнение песни Пола Маккартни «Blackbird» в составе ансамбля «Весёлые ребята».
- Звание «Поющая обложка года» по версии журнала «Лица» (2000).
- Лауреат премии «Шансон года» (2016) за песни «Руки тёплые на бархате цветном» и «Гроза».
- Медаль «Участнику военной операции в Сирии» (6 октября 2016 года) — за отличия, проявленные при проведении военной операции в Сирийской Арабской Республике.[52]
- Лауреат премии «Шансон года» (2019) за песню «Утонувшее небо».
- Медаль «За содействие Росгвардии».[53]
- Лауреат премии «Шансон года» (2023) за песню «Я по-русски живу».

## Комментарии
1. ↑  Первоначальное ударение в фамилии певца было на первый слог[6]